# Казимир
Казими́р — слов'янське двоосновне чоловіче ім'я, поширене в Польщі, Литві та Латвії. Жіноча форма — Казимира. Скорочена форма - Казік.

## Особи

### Українці
- Казимир Генріхович Агніт-Следзевський (1898—1973) — український художник, заслужений діяч мистецтв УРСР (з 1960).

### Поляки
- Святий Казимир (пол. Święty Kazimierz Jagiellończyk; 1458—1484) — католицький святий;
- Казимир I (пол. Kazimierz I Odnowiciel; 1016—1058) — польський князь з династії П'ястів;
- Казимир III (пол. Kazimierz III Wielki; 1310—1370) — польський король (1333—1370). Син Владислава Локетка, останній представник династії П'ястів;
- Казимир IV Ягеллончик (пол. Kazimierz IV Jagiellończyk; 1427—1492) — великий князь Литовський (з 1440) і король Польщі (з 1447);
- Ян II Казимир (пол. Jan II Kazimierz Waza; 1609—1672) — король Речі Посполитої (1648—1668), Швеції (до 1660). Король Польський, великий князь Литовський і Опольський;
- Казимир Малевич (1878—1935) — художник-авангардист, педагог, теоретик мистецтва;
- Казимир Вежинський (1894—1969) — польський поет;
- Казимир Сероцький (пол. Kazimierz Serocki); 1922—1981) — відомий польський композитор і піаніст;
- Казимир Козиця (пол. Kazimierz Kozica; 1965—2019) — польський історик картографії.

## Прізвища, утворені від імені Казимир
- Жан Казимир-Пер'є — президент Франції в 1894—1895 роках.
- Гендрік Казімір — голландський фізик.